# Associazione Calcio Padova 1942-1943
Questa pagina raccoglie i dati riguardanti l'Associazione Calcio Padova nelle competizioni ufficiali della stagione 1942-1943.

## Stagione
Nella stagione 1942-1943 il Padova disputa il campionato di Serie B, raccoglie 30 punti con il decimo posto finale. Salgono in Serie A il Modena ed il Brescia. Allenata da Italo Zamberletti la squadra patavina si piazza quindi a metà classifica, il miglior realizzatore dei biancoscudati è Umberto Guarnieri, che ha firmato 15 reti. La squadra siciliana del Palermo Juventina dopo 24 giornate di campionato viene tolta dal campionato a causa degli eventi bellici, e tutte le sue 24 gare sono state annullate. Nella Coppa Italia il Padova lascia subito il torneo fin dai sedicesimi di finale, sconfitto all'Appiani il 20 settembre 1942 dal Milano (3-5).

## Rosa
| N. |                      | Ruolo | Calciatore         |
| -- | -------------------- | ----- | ------------------ |
|    | Italia (bandiera)    | P     | Loris Borgioli     |
|    | Italia (bandiera)    | P     | Cesare Goffi       |
|    | Italia (bandiera)    | D     | Oreste Chinol      |
|    | Italia (bandiera)    | D     | Adamello Freschi   |
|    | Argentina (bandiera) | D     | Juan Landolfi      |
|    | Italia (bandiera)    | D     | Flavio Maneo       |
|    | Italia (bandiera)    | D     | Ubaldo Passalacqua |
|    | Italia (bandiera)    | D     | Renato Pastori     |
|    | Italia (bandiera)    | D     | Aldo Pondrano      |
|    | Italia (bandiera)    | D     | Giovanni Tombesi   |
|    | Italia (bandiera)    | C     | Gino Bortoletti    |
|    | Italia (bandiera)    | C     | Silvio Briard      |
|    | Italia (bandiera)    | C     | Silvio Formentin   |

| N. |                      | Ruolo | Calciatore         |
| -- | -------------------- | ----- | ------------------ |
|    | Italia (bandiera)    | C     | Serafino Montanari |
|    | Argentina (bandiera) | C     | Victor Pozzo       |
|    | Italia (bandiera)    | C     | Enrico Santià      |
|    | Italia (bandiera)    | C     | Piero Veratti      |
|    | Italia (bandiera)    | C     | Leo Zavatti        |
|    | Italia (bandiera)    | A     | Vittorio Benelle   |
|    | Italia (bandiera)    | A     | Giacomo Conti      |
|    | Italia (bandiera)    | A     | Olinto Costa       |
|    | Italia (bandiera)    | A     | Giuseppe Di Prisco |
|    | Italia (bandiera)    | A     | Osvaldo Gardini    |
|    | Italia (bandiera)    | A     | Dino Guarnieri     |
|    | Italia (bandiera)    | A     | Umberto Guarnieri  |
|    | Italia (bandiera)    | A     | Aldo Sacco         |

## Risultati

### Serie B

#### Girone di andata
| Arbitro: | Bianchi (Firenze) |

|                                          |           |  |
| U. Guarnieri 46’ Formentin 55’ Conti 66’ | Marcatori |  |

| Arbitro: | Francini (Viareggio) |

|               |           |                 |
| Fumagalli 50’ | Marcatori | 1’ U. Guarnieri |

| Padova 18 ottobre 1942 3ª giornata | Padova            | 0 – 0 referto | Cremonese | Stadio Silvio Appiani\| Arbitro: \| Galeati (Bologna) \| |
| Arbitro:                           | Galeati (Bologna) |               |           |                                                          |

| Arbitro: | Goracci (Firenze) |

|                |           |             |
| Clochiatti 54’ | Marcatori | 3’ G. Conti |

| Arbitro: | Da Broy (Forlì) |

|                                                                   |           |  |
| Montanari 10’ Santià 13’ U. Guarnieri 23’ (rig.), 25’ Zavatti 73’ | Marcatori |  |

| Palermo 8 novembre 1942 6ª giornata | Palermo-Juventina  | 0 – 0 referto | Padova | Stadio Michele Marrone\| Arbitro: \| Altomare (Taranto) \| |
| Arbitro:                            | Altomare (Taranto) |               |        |                                                            |

| Arbitro: | Bianchi (Firenze) |

|                                               |           |          |
| U. Guarnieri 12’, 52’ (rig.), 85’ Benelle 29’ | Marcatori | 8’ Capra |

| Arbitro: | Mazza (Torre del Greco) |

|                                              |           |                               |
| Pisani 8’, 79’ Bernardini 25’ Giovannini 49’ | Marcatori | 2’ U. Guarnieri 37’ Montanari |

| Napoli 29 novembre 1942 9ª giornata | Napoli               | 0 – 0 referto | Padova | Stadio Partenopeo\| Arbitro: \| Dellarole (Vercelli) \| |
| Arbitro:                            | Dellarole (Vercelli) |               |        |                                                         |

| Arbitro: | Fois (Roma) |

|                                |           |          |
| Formentin 65’ U. Guarnieri 87’ | Marcatori | 70’ Poli |

| Arbitro: | Bernardi (Bologna) |

|                                                          |           |  |
| Trevisani 8’ Ratti 17’ (rig.) Varoli 61’, 77’ Ghezzi 85’ | Marcatori |  |

| Padova 20 dicembre 1942 12ª giornata | Padova           | 0 – 0 referto | Brescia | Stadio Silvio Appiani\| Arbitro: \| Silvano (Torino) \| |
| Arbitro:                             | Silvano (Torino) |               |         |                                                         |

| Arbitro: | Cipriani (Milano) |

|                              |           |  |
| Zironi 53’ Ottino 80’ (rig.) | Marcatori |  |

| Arbitro: | Donati (Milano) |

|                                                                          |           |                                                  |
| Santià 9’, 54’ U. Guarnieri 32’ (rig.), 55’, 62’ Sacco 49’ Formentin 80’ | Marcatori | 7’ (rig.) Viano 52’ (aut.) Landolfi 65’ F. Rossi |

| Arbitro: | Zilli (Reggio Emilia) |

|                         |           |  |
| Mainardi 20’ Molina 42’ | Marcatori |  |

| Arbitro: | Silvano (Torino) |

|                             |           |             |
| Formentin 1’ Bortoletti 76’ | Marcatori | 59’ Colombi |

| Arbitro: | Galeati (Bologna) |

|             |           |               |
| Paolini 56’ | Marcatori | 9’, 43’ Sacco |

#### Girone di ritorno
| Arbitro: | Zilli (Reggio Emilia) |

|                                                     |           |  |
| C. Guarnieri 4’ Romagnoli 23’ Mincarelli 32’ (rig.) | Marcatori |  |

| Arbitro: | Rizzo (Messina) |

|                                   |           |  |
| Montanari 31’, 65’, 68’ Sacco 80’ | Marcatori |  |

| Arbitro: | Venuti (Trieste) |

|              |           |  |
| Barbieri 52’ | Marcatori |  |

| Arbitro: | Carpani (Milano) |

|                                   |           |  |
| U. Guarnieri 18’ (rig.) Pozzo 50’ | Marcatori |  |

| Arbitro: | Balestrino (Imperia) |

|  |           |                         |
|  | Marcatori | 38’ (rig.) U. Guarnieri |

| Arbitro: | Chiti (Desenzano) |

|  |           |             |
|  | Marcatori | 90+1’ Petri |

| Arbitro: | Piglione (Reggio Emilia) |

|                        |           |  |
| Cattaneo 16’ Coppa 51’ | Marcatori |  |

| Arbitro: | Codeluppi (Lodi) |

|                  |           |                  |
| U. Guarnieri 24’ | Marcatori | 70’, 75’ Flumini |

| Arbitro: | Camiolo (Roma) |

|                      |           |                 |
| Formentin 63’ (rig.) | Marcatori | 30’, 71’ Busani |

| Arbitro: | Bertolio (Torino) |

|                          |           |  |
| Costanzo 2’ Scarpato 82’ | Marcatori |  |

| Arbitro: | Clemente (Gorizia) |

|                                                                          |           |  |
| Bortoletti 21’ Sacco 29’ Formentin 53’ Di Prisco 58’ F. Ratti 74’ (aut.) | Marcatori |  |

| Arbitro: | Pizziolo (Firenze) |

|                          |           |               |
| Romanini 6’ Martelli 36’ | Marcatori | 41’ Di Prisco |

| Arbitro: | Bertolio (Torino) |

|  |           |                          |
|  | Marcatori | 33’ Bulgarelli 69’ Banfi |

| Arbitro: | L. Bernardi (Savona) |

|            |           |  |
| Tossio 25’ | Marcatori |  |

| Arbitro: | Carpani (Milano) |

|             |           |                 |
| O. Costa 7’ | Marcatori | 60’ A. Battioni |

| Arbitro: | Da Broy (Forlì) |

|              |           |  |
| R. Villa 79’ | Marcatori |  |

| Arbitro: | G. Rossi (Milano) |

|                              |           |          |
| Pozzo 53’, 90’ Formentin 68’ | Marcatori | 28’ Vigo |

### Coppa Italia
| Arbitro: | Scorzoni (Bologna) |

|                             |           |                                              |
| Guarnieri 3’ Conti 11’, 76’ | Marcatori | 5’, 60’ Cappello 23’, 69’ Boffi 73’ Corbelli |

## Statistiche

### Statistiche di squadra
| Competizione | Punti | In casa | In casa | In casa | In casa | In casa | In casa | In trasferta | In trasferta | In trasferta | In trasferta | In trasferta | In trasferta | Totale | Totale | Totale | Totale | Totale | Totale | DR |
| Competizione | Punti | G       | V       | N       | P       | Gf      | Gs      | G            | V            | N            | P            | Gf           | Gs           | G      | V      | N      | P      | Gf     | Gs     | DR |
| ------------ | ----- | ------- | ------- | ------- | ------- | ------- | ------- | ------------ | ------------ | ------------ | ------------ | ------------ | ------------ | ------ | ------ | ------ | ------ | ------ | ------ | -- |
| Serie B      | 30    | 16      | 10      | 3       | 3       | 40      | 14      | 16           | 2            | 3            | 11           | 8            | 28           | 32     | 12     | 6      | 14     | 48     | 42     | +6 |
| Coppa Italia |       | 1       | 0       | 0       | 1       | 3       | 5       | -            | -            | -            | -            | -            | -            | 1      | 0      | 0      | 1      | 3      | 5      | -2 |
| Totale       |       | 17      | 10      | 3       | 4       | 43      | 19      | 16           | 2            | 3            | 11           | 8            | 28           | 33     | 12     | 6      | 15     | 51     | 47     | +4 |

### Statistiche dei giocatori
| Giocatore     | Serie B  | Serie B | Coppa Italia | Coppa Italia | Totale   | Totale |
| Giocatore     | Presenze | Reti    | Presenze     | Reti         | Presenze | Reti   |
| ------------- | -------- | ------- | ------------ | ------------ | -------- | ------ |
| V. Benelle    | 3        | 1       | 0            | 0            | 3        | 1      |
| C. Biraghi    | 0        | 0       | 1            | 0            | 1        | 0      |
| L. Borgioli   | 20       | -?      | 1            | -5           | 21       | -5+    |
| G. Bortoletti | 30       | 2       | 0            | 0            | 30       | 2      |
| S. Briard     | 2        | 0       | 0            | 0            | 2        | 0      |
| O. Chinol     | 34       | 0       | 1            | 0            | 35       | 0      |
| G. Conti      | 11       | 2       | 1            | 2            | 12       | 4      |
| O. Costa      | 4        | 1       | 0            | 0            | 4        | 1      |
| G. Di Prisco  | 9        | 2       | 0            | 0            | 9        | 2      |
| S. Formentin  | 25       | 7       | 0            | 0            | 25       | 7      |
| A. Freschi    | 31       | 0       | 1            | 0            | 32       | 0      |
| C. Goffi      | 14       | -?      | 0            | 0            | 14       | 0+     |
| D. Guarnieri  | 1        | 0       | 0            | 0            | 1        | 0      |
| U. Guarnieri  | 29       | 15      | 1            | 1            | 30       | 16     |
| J. Landolfi   | 13       | 0       | 1            | 0            | 14       | 0      |
| F. Maneo      | 2        | 0       | 0            | 0            | 2        | 0      |
| S. Montanari  | 26       | 5       | 0            | 0            | 26       | 5      |
| R. Pastori    | 6        | 0       | 1            | 0            | 7        | 0      |
| A. Pondriano  | 26       | 0       | 0            | 0            | 26       | 0      |
| J.V. Pozzo    | 21       | 3       | 1            | 0            | 22       | 3      |
| A. Sacco      | 20       | 5       | 0            | 0            | 20       | 5      |
| E. Santià     | 21       | 3       | 1            | 0            | 22       | 3      |
| G. Tombesi    | 19       | 0       | 0            | 0            | 19       | 0      |
| P. Veratti    | 10       | 0       | 0            | 0            | 10       | 0      |
| L. Zavatti    | 7        | 1       | 1            | 0            | 8        | 1      |